# Jan Kaftan (politik)
Jan Kaftan (11. září 1841 Praha – 22. dubna 1909 Praha) byl český železniční inženýr a politik, poslanec Českého zemského sněmu a Říšské rady.

## Životopis
Byl synem krejčovského mistra. Vychodil reálnou školu a pak absolvoval pražskou polytechniku. Od roku 1863 pracoval pro Českou západní dráhu. Následně se podílel jako inženýr na trasování a výstavbě četných železničních tratí. V roce 1867 byl trasovacím inženýrem pro dráhu Mladá Boleslav–Kolín–Znojmo, v letech 1869–1870 sekčním inženýrem pro trať Chrudim-Hlinsko. V lednu roku 1869 se oženil s Pavlínou Muzikovou. V letech 1871–1877 zastával funkci vrchního inženýra pro stavbu Pražsko-duchcovské dráhy a Rakovnicko-protivínské dráhy. Od roku 1877 se zaměřoval na výstavbu kanalizačních sítí. Za tímto účelem podnikl cesty do zahraničí a napsal odbornou studii.
Od roku 1880 pak působil jako inženýr při stavbách místních drah v Čechách i na Moravě, včetně takzvaného českého Semmeringu z Hrobu do Moldavy v Krušných horách. Roku 1886 se zabýval otázkou splavnění Vltavy a výstavby moderního přístavu v Praze. Předložil podrobný projekt této zamýšlené stavby.
Od roku 1889 zasedal jako poslanec Českého zemského sněmu za mladočeskou stranu. Mandát zde obhájil i v zemských volbách roku 1895. Koncem 19. století se též uvádí jako člen sboru obecních starších v Praze. V pražském obecním zastupitelstvu zasedal v letech 1892–1898.
Ve volbách roku 1891 se stal i poslancem Říšské rady (celostátní zákonodárný sbor), kde zastupoval městskou kurii, obvod v Praha-Malá Strana, Hradčany atd. Mandát obhájil za týž okrsek i ve volbách roku 1897 a volbách roku 1901. Ve vídeňském parlamentu setrval do konce funkčního období sněmovny, tedy do roku 1907.
Roku 1906 získal čestný doktorát na Vysoké technické škole v Praze. Roku 1905 ho čestným občanem jmenovaly Louny, kde se uvádí jeho zásluhy za výstavbu některých veřejně prospěšných staveb v tomto městě.